# Список радиационных аварий
Список радиационных аварий — чрезвычайные случаи, связанные с радиационными выбросами классифицируются по шкале МАГАТЭ INES по одному из 7 уровней. Распространение радиоактивности классифицируется по этой шкале от 2 до 7 уровня, большие уровни соответствуют большей опасности. Так, риск облучения населения возникает на уровнях INES 4 и выше, и начиная с этого уровня — INES 4 — ядерный или радиологический инцидент квалифицируется как авария.

## Список радиационных аварий
| Дата             | Описание | Описание инцидента | Страна         | Уровень INES\| |
| ---------------- | --- | --- | -------------- | -------------- |
| 12 декабря 1952  | Авария в Чок-Риверской лаборатории | переход реактора в надкритический режим, частичное расплавление активной зоны                                                                                | Канада         | 5              |
| 29 сентября 1957 | Кыштымская авария | перегрев и тепловой взрыв емкости с высокоактивными радиоактивными отходами, крупный выброс радиоактивных веществ                                            | СССР           | 6              |
| 10 октября 1957  | Авария в Уиндскейле | перегрев и возгорание реактора, крупный выброс радиоактивных веществ                                                                                         | Великобритания | 5              |
| 3 января 1961    | На экспериментальном реакторе SL-1 по неустановленным причинам был извлечен управляющий стержень, началась неуправляемая цепная реакция (разгон на мгновенных нейтронах), вызвавшая тепловой взрыв, расплавление реактора и выброс в атмосферу 3 ТБк радиоактивного изотопа иода-131 | переход реактора в надкритический режим, тепловой взрыв и расплавление активной зоны, крупный выброс радиоактивных веществ                                   | США            | 5              |
| 24 июля 1964     | Авария на заводе Wood River Junction | достижение критичности вне реактора из-за ошибочного использования работником концентрированного раствора нитрата уранила вместо разбавленного               | США            | 4              |
| 17 января 1966   | В результате произошедшего над Паломаресом столкновения бомбардировщика B-52 с самолётом-заправщиком разрушились две термоядерные бомбы, произошло заражение местности. | разрушение ядерных боеприпасов, выброс радиоактивных веществ                                                                                                 | США, Испания   | —              |
| 5 октября 1966   | Перегрев активной зоны и частичное расплавление топлива на экспериментальном реакторе Fermi 1 в Монро, штат Мичиган (Реактор на быстрых нейтронах компании Вестингауз Электрик.) | Из-за отказа системы охлаждения реактора расплавились два из 105 ТВЭЛов. Радиоактивный расплав остался внутри окружавшего реактор защитного контайнмента     | США            | 4              |
| 21 января 1968   | Авиакатастрофа над базой Туле в Гренландии. При падении бомбардировщика B-52 ВВС США разрушились термоядерные бомбы, произошло радиоактивное заражение местности. | разрушение ядерных боеприпасов, выброс радиоактивных веществ                                                                                                 | США, Дания     | —              |
| 18 января 1970   | Радиационная авария на заводе «Красное Сормово» | переход реактора в надкритический режим, частичное расплавление активной зоны, выброс радиоактивных веществ                                                  | СССР           | —              |
| 30 ноября 1975   | Авария на Ленинградской АЭС | перегрев реактора, разрушение технологических каналов, выброс радиоактивных веществ                                                                          | СССР           | 4              |
| 22 февраля 1977  | Авария на реакторе КС-150 (АЭС Богунице) | потеря герметичности ТВЭЛ в активной зоне реактора, выброс радиоактивного содержимого                                                                        | Чехословакия   | 4              |
| 24 января 1978   | Советский спутник морской космической системы разведки и целеуказания Космос-954 с ядерной энергетической установкой на борту упал на территорию Канады, вызвав радиоактивное заражение части Северо-Западных территорий.                                                            | разрушение реактора, не связанное с его работой, выброс радиоактивного содержимого активной зоны                                                             | СССР, Канада   | —              |
| 28 марта 1979    | Авария на АЭС Три-Майл-Айленд | перегрев остановленного реактора, расплавление активной зоны, выброс продуктов деления                                                                       | США            | 5              |
| 13 марта 1980    | Авария на АЭС Сен-Лоран-дез-О | частичное расплавление активной зоны реактора, выброс продуктов деления                                                                                      | Франция        | 4              |
| февраль 1982     | Радиационная авария в губе Андреева | утечка радиоактивной воды из бассейна хранения отработанного топлива                                                                                         | СССР           | 4              |
| 7 февраля 1983   | Спутник Космос-1402 после завершения задачи не смог выйти на орбиту захоронения. Реактор разрушился над Атлантическим океаном, рассеяв в атмосферу 44 килограмма урана. | разрушение реактора, не связанное с его работой, выброс радиоактивного содержимого активной зоны                                                             | СССР           | —              |
| 10 августа 1985  | Радиационная авария в бухте Чажма Японского моря. При перезарядке активной зоны реактора на АПЛ К-431 реактор перешёл в пусковой режим, вызвав тепловой взрыв и радиационное заражение местности.                                                                                    | переход реактора в надкритический режим, тепловой взрыв активной зоны, крупный выброс радиоактивного содержимого активной зоны                               | СССР           | 5              |
| 26 апреля 1986   | Ошибка эксплуатации при проведении запланированного эксперимента привела к Аварии на Чернобыльской АЭС | переход реактора в надкритический режим, тепловой взрыв и последующее расплавление активной зоны, крупнейший выброс радиоактивного содержимого активной зоны | СССР           | 7              |
| 4 мая 1986       | В результате ошибки оператора при работе с системой загрузки шаровых ТВЭЛов произошла незначительная утечка радиоактивного газа — АЭС THTR-300 | разрушение ТВЭЛ вне активной зоны, незначительный выброс радиоактивного содержимого                                                                          | Германия       | 4              |
| 13 сентября 1987 | Радиоактивное заражение в Гоянии | повреждение радиологического источника излучения | Бразилия       | 5              |
| 6 апреля 1993    | Предположительно, из-за недостаточной подачи воздуха для перемешивания раствора на радиохимическом заводе Сибирского химического комбината взрывом был разрушен аппарат по экстракции урана и плутония, содержавший раствор нитрата уранила.                                         | выброс радиоактивного вещества | Россия         | 4              |
| 30 сентября 1999 | Авария на ядерном объекте Токаймура | достижение критичности вне реактора, небольшой выброс радиоактивных продуктов деления                                                                        | Япония         | 4              |
| 2006             | Авария в институте радиоэлементов во Флёрюсе | облучение сотрудника источником радиоактивного излучения вследствие нарушения работы механики систем защиты                                                  | Бельгия        | 4              |
| 11 марта 2011    | Землетрясение и последовавшее цунами вызвали на АЭС Фукусима-1 отключение энергоснабжения и систем охлаждения, что привело к расплавлению активной зоны реакторов на энергоблоках 1, 2 и 3.                                                                                          | перегрев трех реакторов, расплавление активной зоны, крупнейший выброс радиоактивного содержимого активной зоны                                              | Япония         | 7              |